# Klause (Wunsiedel)
Klause ist ein Gemeindeteil der Kreisstadt Wunsiedel im Landkreis Wunsiedel im Fichtelgebirge (Oberfranken,  Bayern).

## Geografie
Das Einzelgehöft liegt östlich von Hildenbach und südlich der Kreisstraße WUN 6.

## Sehenswürdigkeiten
Unmittelbar unterhalb des Gehöftes liegt der Klausenteich, Ursprung des Bachlaufs Krugelsbach.